# Мустафин, Батырхан Асхатулы
Батырхан Асхатулы Мустафин (каз. Батырхан Асхатұлы Мустафин; 26 марта 2005) — казахстанский футболист, нападающий клуба «Астана М».

## Клубная карьера
Футбольную карьеру начинал в 2023 году в составе клуба «Астана М» во второй лиге. 27 августа 2023 года в матче против клуба «Кайрат» дебютировал в казахстанской Премьер-лиге (0:1), выйдя на замену на 93-й минуте вместо Владислава Прокопенко.

## Клубная статистика
| Клуб             | Сезон            | Лига | Лига | Кубок | Кубок | Еврокубки | Еврокубки | Суперкубок | Суперкубок | Итого | Итого |
| Клуб             | Сезон            | Игры | Голы | Игры  | Голы  | Игры      | Голы      | Игры       | Голы       | Игры  | Голы  |
| ---------------- | ---------------- | ---- | ---- | ----- | ----- | --------- | --------- | ---------- | ---------- | ----- | ----- |
| Астана           | 2023             | 2    | 0    | 0     | 0     | 0         | 0         | 0          | 0          | 2     | 0     |
| Астана           | Итого            | 2    | 0    | 0     | 0     | 0         | 0         | 0          | 0          | 2     | 0     |
| → Астана М       | 2023             | 20   | 4    | —     | —     | —         | —         | —          | —          | 20    | 4     |
| → Астана М       | Итого            | 20   | 4    | —     | —     | —         | —         | —          | —          | 20    | 4     |
| Всего за карьеру | Всего за карьеру | 22   | 4    | 0     | 0     | 0         | 0         | 0          | 0          | 22    | 4     |